# الیوت ژاک
الیوت ژاک (انگلیسی: Elliott Jaques؛ ۱۸ ژانویه ۱۹۱۷ – ۸ مارس ۲۰۰۳) دانشمند در زمینه روانشناسی اهل کانادا بود.